# Eero Heinäluoma
Eero Olavi Heinäluoma (ur. 4 lipca 1955 w Kokkola) – fiński polityk, przewodniczący Socjaldemokratycznej Partii Finlandii w latach 2005–2008, były wicepremier i minister finansów, od 2011 do 2015 przewodniczący Eduskunty, deputowany do Parlamentu Europejskiego IX i X kadencji.

## Życiorys
Eero Heinaluoma od 1983 do 2002 był działaczem Centralnej Organizacji Fińskich Związków Zawodowych (SAK). W latach 2000–2003 zajmował stanowisko dyrektora SAK. W 2002 został wybrany na sekretarza socjaldemokratów. W 2003 zasiadł w fińskim parlamencie jako deputowany z okręgu Uusimaa. Mandat do Eduskunty obronił w 2007, 2011 i 2015.
W 2005 w czasie konwencji partyjnej powołano go na prezesa Socjaldemokratycznej Partii Finlandii, zastąpił na tym stanowisku Paava Lipponena. W głosowaniu pokonał ministra spraw zagranicznych, Errkiego Tuomioję, stosunkiem głosów 201 do 138. Jako lider socjaldemokratów zarządził zmiany na ministerialnych stanowiskach socjaldemokratów w rządzie, w wyniku czego sam 23 września 2005 objął urząd ministra finansów. W wyborach parlamentarnych z 18 marca 2007 jego partia zajęła dopiero trzecie miejsce, zdobywając 45 mandatów (o 8 mniej niż poprzednio), co stanowiło najgorszy rezultat od 1962. Socjaldemokraci opuścili koalicję rządową z Partią Centrum i przeszli do opozycji. 6 czerwca 2008 Jutta Urpilainen zastąpiła Eero Heinaluomę na stanowisku przewodniczącego Socjaldemokratycznej Partii Finlandii.
23 czerwca 2011 wybrany na przewodniczącego fińskiego parlamentu. Eduskuntą kierował do 21 kwietnia 2015. W 2019 został wybrany na eurodeputowanego IX kadencji. Z powodzeniem ubiegał się o reelekcję w 2024.